# Distretto di Dhenkanal
Il distretto di Dhenkanal è un distretto dell'Orissa, in India, di 1 065 983 abitanti. Il suo capoluogo è Dhenkanal.